# Frank Beck
Frank Beck (* 26. Juni 1961 in Tauberbischofsheim) ist ein ehemaliger deutscher Fechter, der 1984 eine olympische Silbermedaille mit der Florettmannschaft gewann.

## Leben
Frank Beck war als Sohn des Fechttrainers Emil Beck von frühester Jugend an beim FC Tauberbischofsheim aktiv, sein Vater sorgte aber von Anfang an dafür, dass Frank seine Lektionen bei anderen Trainern nahm. Beck machte sein Abitur 1982 am Matthias-Grünewald-Gymnasium in Tauberbischofsheim. Der promovierte Chemiker Frank Beck ist seit 1998 Geschäftsführer einer Gesellschaft für Medizintechnik mit Sitz in Weikersheim.

## Erfolge
1980 gewann Frank Beck die deutsche Juniorenmeisterschaft. Bei der Weltmeisterschaft 1981 gewann Frank Beck seine erste internationale Medaille, als er zusammen mit Matthias Behr, Harald Hein und Mathias Gey Bronze hinter den Mannschaften aus der Sowjetunion und aus Italien erhielt. Bei der Weltmeisterschaft 1983 in Wien riss Frank Beck die deutsche Equipe nach einem zwischenzeitlichen 0:4-Rückstand im Viertelfinale gegen Frankreich herum, nach dem 9:7-Sieg stand die Mannschaft im Halbfinale. Letztlich gewann die westdeutsche Mannschaft (Frank Beck, Matthias Behr, Mathias Gey, Harald Hein, Klaus Reichert) den Weltmeistertitel im Finale gegen die Mannschaft aus der DDR. Beim olympischen Fechtturnier 1984 in Los Angeles trat Beck nur in der Mannschaftskonkurrenz an. Nachdem er in der Vorrunde recht erfolgreich war, verlor er im Viertelfinale gegen die USA die beiden einzigen Gefechte beim 9:2-Sieg. Deshalb pausierte er im Halbfinale gegen Österreich. Im Finale gegen Italien stand Beck wieder auf der Planche. Er konnte gegen Andrea Borella gewinnen, verlor aber mit 0:5 gegen den Einzel-Olympiasieger Mauro Numa. Letztlich gewannen die Italiener Gold und Frank Beck, Matthias Behr, Mathias Gey, Harald Hein und Klaus Reichert erhielten die Silbermedaille.